# Ignasi Ribas Muntaner
Ignasi Ribas Muntaner (Palma, 29 de gener de 1905 – ?, 7 de juny de 1984) fou un professor de llengua i literatura catalana mallorquí.
Fill d'Ignasi Ribas Ripoll i d'Aniceta Muntaner, estudià el batxiller a l'Institut General i Tècnic de Palma, amb la promoció de 1916-1922. Fou condeixeble de Joan Caldentey i Caldentey, Alfons Barceló i Barceló, Francesc de Sales Aguiló Fortesa, Francesc Medina Martí, Margalida Ratier Quetglas, etc. Foren professors seus, entre d'altres, Sebastià Font Salvà, Jaume Alorda Sampol, Emili Rodríguez, Lluís Ferbal i Docmael López Palop. Es llicencià en Filosofia i Lletres, branca de Llengua i Literatura, a la Universitat de Saragossa.
Com a docent, impartí classes a la població cordovesa de Cabra (Còrdova) i s'establí a Palma, on donà Llengua i Literatura. Fou professor a l'Institut de Felanitx i a l'Institut de Palma. També exercí de professor al Col·legi de la Salle de Palma. Esdevingué un dels professors de Secundària més coneguts de l'illa.
De fortes conviccions catòliques, es dedicà amb cura a pràctiques pietoses. El mes de juny de 1936 signà el manifest Resposta als catalans. El 29 de juliol de 1937 fou suspès d'ocupació i sou per tres mesos. Segons un informe del règim franquista, se'l considerava «professionalment bo», de «bones costums», «excel·lent catòlic» i que «no servia per a càrrecs directius». En un altre informe similar, se l'havia «sancionat» amb tres mesos de «suspensió de sou i treball per haver signat el Missatge als catalans», afegint en acabat que «malgrat haver signat el Missatge, és espanyolista». Casat amb Joana Garau, fou pare de 5 fills.